# 栃木県郡市町対抗駅伝競走大会

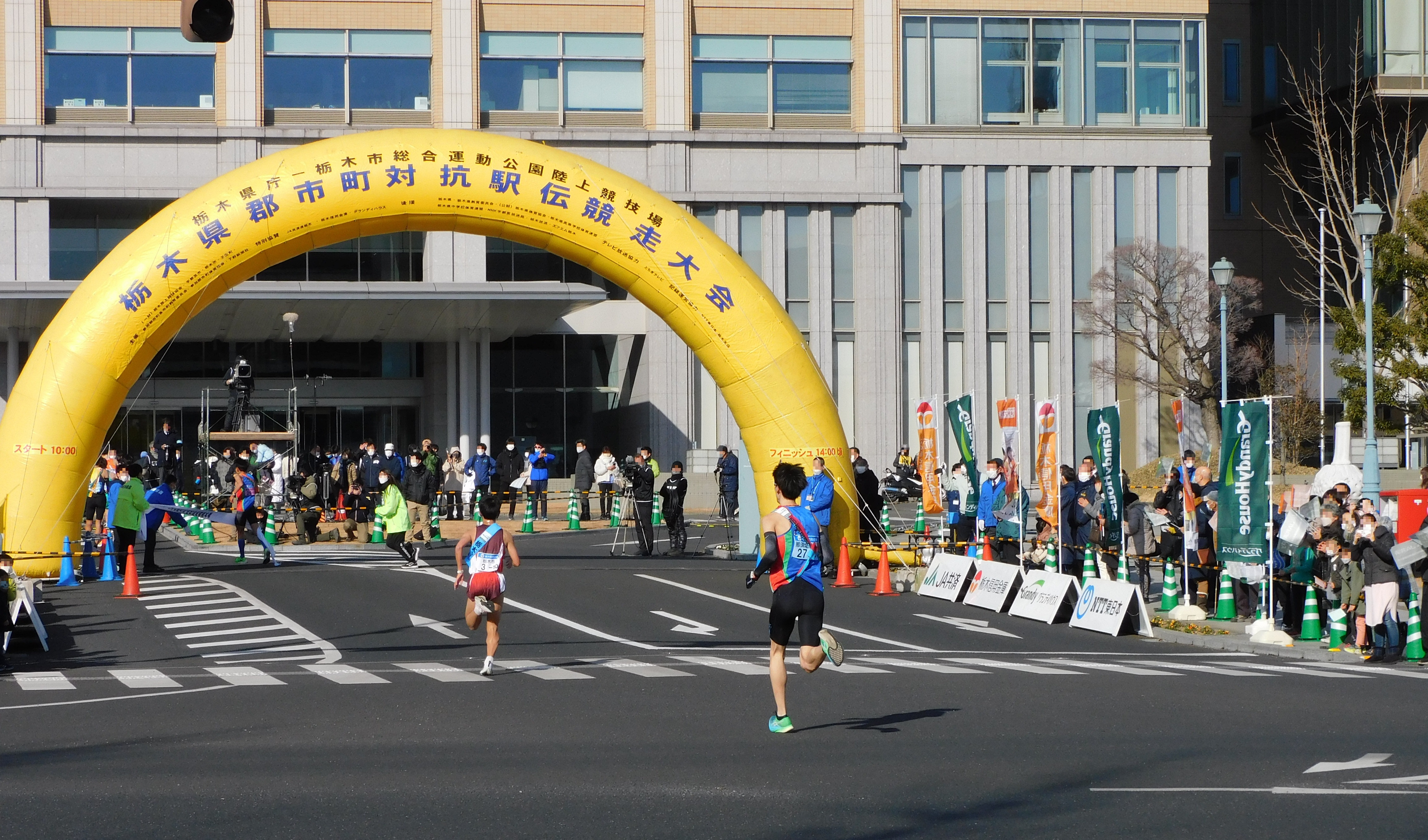
第64回栃木県郡市町対抗駅伝競走大会（2023年）

栃木県郡市町駅伝競走大会（とちぎけんぐんしちょうえきでんたいかい）は、栃木陸上競技協会、宇都宮市、栃木市、壬生町、参加郡市町体育協会、下野新聞などが主催する駅伝競走大会。現在の愛称は「夢ふる とちぎ路駅伝」。

## 概要
毎年冬（主に1月の最終日曜日）に開催され、県内の郡市町対抗で争われる栃木県を代表する大会。1960年2月に第1回大会が宇都宮市から日光市までの10区間で行われ、第45回大会まで日光街道をメインに競われた。当時の愛称は「すぎなみふるさと駅伝」。
2001年（第42回大会）は悪天候により大会史上初の中止となった。
2005年（第46回大会）から、交通や天候問題など選手の安全性を考慮し、栃木街道をメインとして栃木県庁と栃木市総合運動公園を往復する60.02kmのコースに変更された。
2021年（第62回大会）と2022年（第63回大会）は新型コロナウイルス感染拡大により2年連続で中止。
2024年（第65回大会）は栃木市総合運動公園陸上競技場の改修工事によりカンセキスタジアムとちぎのトラックを周回する「特別大会」として開催。
2025年（第66回大会）では公道でのレースが復活するとともに20年ぶりに走路が刷新され、カンセキスタジアムとちぎと栃木市総合運動公園を往復する65.2kmのコースに変更。それまでコースの大半を占めていた栃木街道を通る区間が大幅に削減され、栃木市大塚町から都賀町にかけての広域農道などが新たに追加された。

### メディアによる中継
2006年（第47回大会）から栃木放送によるラジオ生中継が開始。2014年（第55回大会）からはラジオ中継に加えとちぎテレビでも生中継されている。レース中はとちぎテレビの音声を栃木放送と共有する「テレビ・ラジオ同時音声」で中継している（CMはそれぞれ独自のものを放送）。

### 歴史[1]
- 1960年（昭和35年）2月 - 第1回大会開催、コースは宇都宮二荒山神社から日光二荒山神社中宮祠までの10区間。
- 1965年（昭和40年） - 第5回大会より、栃木県庁スタートに変更。
- 1993年（平成5年） - 第33回大会は積雪のためコース短縮
- 1996年（平成8年） - 第36回大会は積雪のためコース短縮
- 2001年（平成13年） - 積雪・降雪の悪天候のため、第42回大会は初の中止[3]
- 2005年（平成17年） - 県庁と栃木市を往復するコースに変更され第46回大会開催
- 2021・2022年（令和3・4年） - 新型コロナウイルス感染拡大のため第62・63回大会を中止[3]
- 2024年（令和6年） - 栃木市総合運動公園陸上競技場の改修工事等を理由としてカンセキスタジアムとちぎのトラックを周回するコースで「特別大会」として第65回大会を実施[4]
- 2025年（令和7年） - カンセキスタジアムとちぎと栃木市総合運動公園を往復する65.2kmのコースに変更され第66回大会開催

## コース
2023年
往路栃木県庁 - 栃木市総合運動公園（30.22 km）
スタート 10:00
第1区（8.45 km） 男子（高校・一般）: 栃木県庁 - 栃木県子ども総合科学館
第2区（2.48 km） 女子（中学生以上）: 栃木県子ども総合科学館 - 安塚小前
第3区（8.88 km） 男子（高校・一般）: 安塚小前 - 壬生西高野歩道橋南
第4区（3.45 km） 中学生男子: 壬生西高野歩道橋南 - 大神神社前
第5区（6.96 km） 男子（高校・一般）: 大神神社前 - 栃木市総合運動公園陸上競技場
復路栃木市総合運動公園 - 栃木県庁　間（30.20 km）
スタート 12:30
第6区（6.84 km） 男子（高校・一般）: 栃木市総合運動公園陸上競技場 - 大神神社前
第7区（3.53 km） 中学生男子: 大神神社前 - 壬生西高野歩道橋南
第8区（8.83 km） 男子（高校・一般）: 壬生西高野歩道橋南 - 安塚小前
第9区（2.51 km） 中学生女子: 安塚小前 - 栃木県子ども総合科学館
第10区（8.49 km） 男子（高校・一般）: 栃木県子ども総合科学館 - 栃木県庁

### 過去
往路栃木県庁 - 栃木市総合運動公園（30.01km）
スタート 10:00
第1区(2.7km) 中学生女子: 栃木県庁 - 栃木県中央公園・博物館
第2区(5.76km) 男子（高校・一般）: 栃木県中央公園・博物館 - 栃木県子ども総合科学館
第3区(8.13km) 男子（高校・一般）: 栃木県子ども総合科学館 - 壬生町総合運動場
第4区(3.0km) 中学生男子: 壬生町総合運動場 - 壬生西高野歩道橋
第5区(10.42km) 男子（高校・一般）: 壬生西高野歩道橋 - 栃木市総合運動公園
復路栃木市総合運動公園 - 栃木県庁　間(30.01km)
スタート 12:30
第6区(10.42km) 男子（高校・一般）: 栃木市総合運動公園 - 壬生西高野歩道橋
第7区(3.0km) 女子（中学生以上）: 壬生西高野歩道橋 - 壬生町総合運動場
第8区(8.13km) 男子（高校・一般）: 壬生町総合運動場 - 栃木県子ども総合科学館
第9区(5.76km) 男子（高校・一般）: 栃木県子ども総合科学館 - 栃木県中央公園・博物館
第10区(2.7km) 中学生男子: 栃木県中央公園・博物館 - 栃木県庁

## 出場チーム
2023年大会
- 宇都宮市（A・B）
- 足利市（A・B）
- 栃木市
- 佐野市（A・B）
- 鹿沼市（A・B）
- 日光市（A・B）
- 小山市
- 真岡市（A・B）
- 大田原市（A・B）
- 矢板市
- 那須塩原市（A・B・C）
- さくら市（A・B）
- 下野市
- 芳賀郡
- 塩谷郡
- 南那須（那須烏山市、那珂川町）
- 那須町
- 上三川町
- 壬生町

## 市町村対抗駅伝を行っている他の都道府県
- 青森県（青森県民駅伝競走大会）
- 岩手県（一関・盛岡間駅伝競走大会）
- 山形県（山形県縦断駅伝競走大会）
- 福島県（市町村対抗福島県縦断駅伝競走大会(ふくしま駅伝)）
- 新潟県（新潟県縦断郡市対抗駅伝競走大会）
- 長野県（長野県縦断駅伝競走）
- 富山県（富山県駅伝競走大会）
- 神奈川県（市町村対抗かながわ駅伝競走大会）
- 岐阜県（ぎふ清流郡市対抗駅伝競走大会）
- 静岡県（しずおか市町村対抗駅伝）
- 愛知県（愛知県市町村対抗駅伝競走大会）
- 三重県（美（うま）し国三重市町対抗駅伝）
- 和歌山県（和歌山県市町村対抗ジュニア駅伝競走大会）
- 兵庫県（兵庫県郡市区対抗駅伝）
- 香川県（郡市対抗源平駅伝）
- 徳島県（徳島駅伝）
- 高知県（県市町村対抗駅伝）
- 佐賀県（郡市対抗県内一周駅伝大会）
- 長崎県（郡市対抗県下一周駅伝大会）
- 大分県（県内一周大分合同駅伝）
- 鹿児島県(鹿児島県下一周市郡対抗駅伝競走大会）
- 沖縄県（沖縄一周市郡対抗駅伝競走大会）